# Новодарьино (Одинцовский район)
Новодарьино — деревня в Одинцовском районе Московской области России. Входит в сельское поселение Назарьевское. Население состояло из 15 человек по состоянию на 2006 год, в деревне числятся 2 садовых товарищества: ДСК "Дипломат" и ДСК "Солист", дачный посёлок "Новодарьино РАН". До 2006 года Новодарьино входило в состав Назарьевского сельского округа.
Деревня расположена в центральной части района, в 9 километрах к западу от пгт. Одинцово, у истока речки Чернявки (притоке Слезни) , высота центра над уровнем моря 188 м.
Дачный посёлок Новинка, основанный осенью 1905 года при железисто-известковом минеральном источнике у правого берега Чернявки, в 1960-е годы был отдан под дачи деятелям науки и искусства и получил название Ново-Дарьино. По переписи 1989 года в Ново-Дарьине числились 9 хозяйств.. В деревне 2 улицы.
В деревне зарегистрировано 95 человек (41 мужчина и 54 женщины).